# Station Sandhills
Sandhills is een spoorwegstation van National Rail in Kirkdale, Liverpool in Engeland. Het station is eigendom van Network Rail en wordt beheerd door Merseyrail. 